# النسوية ووسائل الإعلام

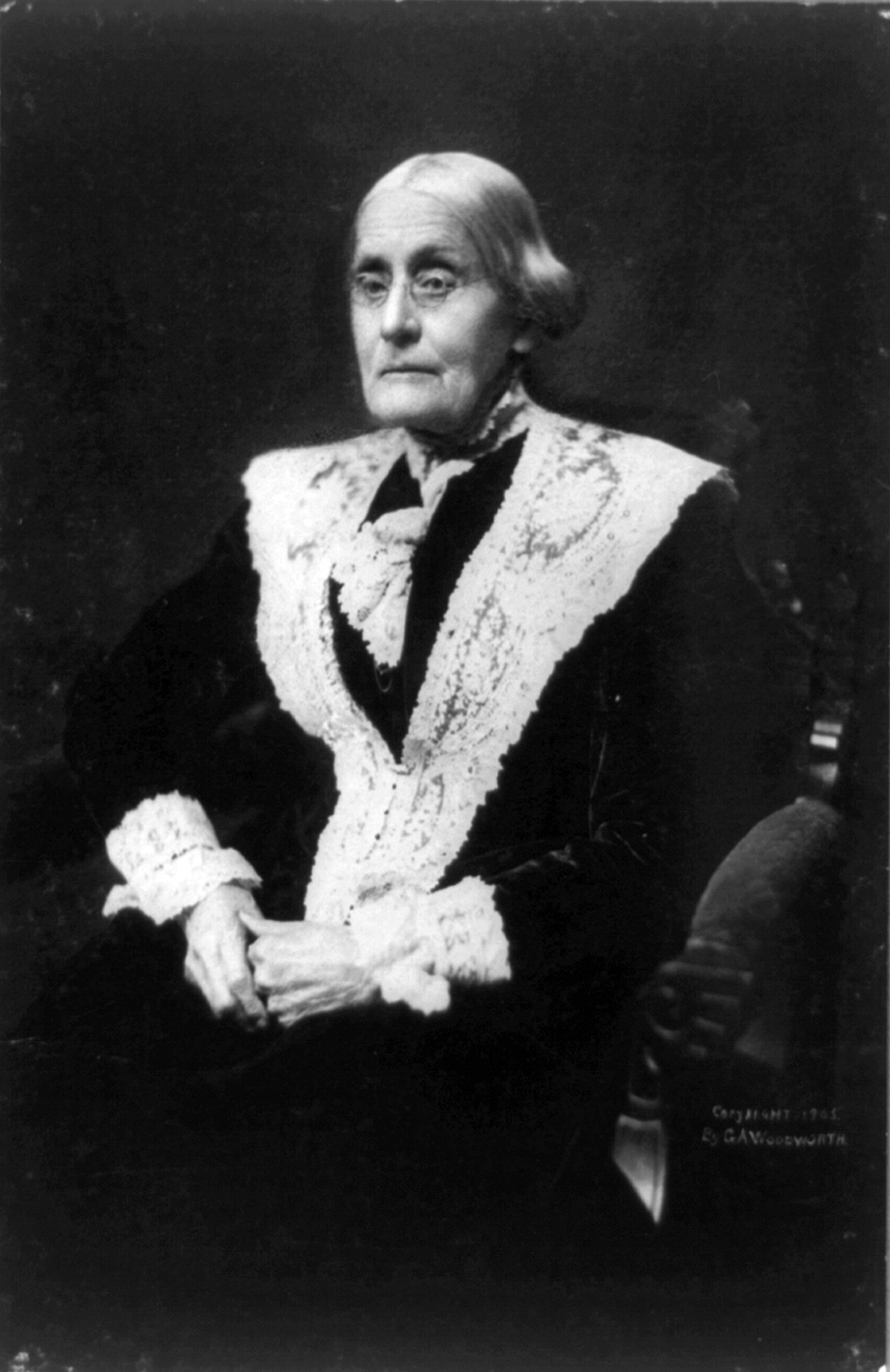

تُوصف حقوق المرأة بأنها «اللوائح التي تدعم الحقوق الاجتماعية والسياسية وكل حق آخر للمرأة يماثل الحقوق التي يتمتع بها الرجل». تطرقت النسويات إلى موضوعات أخرى متنوعة في ما يخص التوجهات الجنسية والأعراق والأسس العرقية والديانات. استخدمت النسويات على نحو دائم مجموعة واسعة من وسائل الإعلام لنشر رسائلهن. تتضمن هذه الوسائل، على سبيل المثال لا الحصر، الصحف اليومية، والكتابة، وإذاعة الراديو، والتلفزيون، وشبكات الإنترنت. ولولا تبني وسائل الإعلام نشر أفكارهم؛ لما كان من الممكن تصور حدوث تطورات في مجال حقوق المرأة، ولأمكن أن تستسلم المرأة للصعوبات المحتملة.

## نبذة تاريخية
يعود تاريخ الحركة النسوية إلى القرن التاسع عشر ويستمر حتى وقتنا الحاضر. يمكن تقسيم النسوية إلى ثلاث مراحل متميزة: الموجة الأولى، والموجة الثانية، والموجة الثالثة.
يشير مصطلحا «المطالبة بحق اقتراع المرأة» و«النسوية» (المساواة بين الجنسين) إلى حركات مختلفة، ولا سيما في أوائل القرن العشرين. كانت مناصرات «حق الاقتراع للمرأة» يهدفن إلى تمكين النساء من التصويت في الانتخابات، ولكنهن عززن الفكرة حول اقتصار مهام المرأة على المنزل (رعاية المنزل والأسرة والمجتمع). من ناحية أخرى، لم تدعم النسويات حق الاقتراع فحسب، بل دافعن أيضًا عن حق المرأة في «التمتع بنفس مستوى المشاركة والاستقلال المالي والحريات الاجتماعية والجنسية التي يتمتع بها الرجال» (فين، 2012).

## الموجة الأولى للنسوية
تشير الموجة الأولى من الحركة النسوية إلى الحركة النسوية في القرن التاسع عشر وأوائل القرن العشرين. في ذلك الوقت، لم تحظَ النساء بحرية العيش كما أردْن. وكنّ بشكل عام ربات بيوت غير متعلمات ولا يمتلكن أي حق في التملك أو الاستقلال المالي. وكانت حياتهن محدودة للغاية، الأمر الذي أدى إلى استيائهن جراء اقتصار مهامهن على أدوار الأمومة والزوجية.
ركزت النسويات في ذلك الوقت (ومعظمهن من النساء البيضاوات من الطبقة الوسطى) على الإعاقات القانونية التي تعاني منها المرأة، ولا سيما حق التصويت. بدأ تدشين الموجة الأولى في مؤتمر سينيكا فولز لعام 1848، حيث صاغت إليزابيث كادي ستانتون إعلان سينيكا فولز. حدد الإعلان الاستراتيجيات والفلسفات السياسية للحركة النسوية. عملت مناصرات «حق الاقتراع للمرأة» على اجتذاب المزيد من النساء لقضيتهن، وخالفن الأساليب التقليدية مثل الدعاية والاسترضاء التي عُرفت سابقًا خلال حركة إعادة الإعمار وحركات إلغاء العبودية.
أُشعلت الموجة الأولى من خلال «الصحوة الثانية الكبرى»، والتي أتاحت للمرأة دورًا قياديًا أكبر في المجتمع، ومن خلال حركات التحرر من العبودية وحركات الاعتدال. استُبعدت النساء عمومًا من هذه الحركات، الأمر الذي حث مناصرات «حق الاقتراع للمرأة» على المطالبة بحق المرأة في الاقتراع. ومع ذلك، لا تُعتبر مناصرات «حق الاقتراع للمرأة» نسويات؛ إذ كنّ حريصات على الحصول على الحق في التصويت، ولم يكن مؤيدات لمفهوم المساواة بين الجنسين. حققت النسويات ومناصرات «حق الاقتراع للمرأة» نجاحهن الأول عندما أقرت نيويورك قانون ملكية المرأة المتزوجة في عام 1860، والذي أجاز قانونيًا حق المرأة في التملك. نجحن مجددًا عندما وافق الكونغرس على التعديل التاسع عشر عام 1920، والذي يسمح للمرأة بحق التصويت.
انتشرت رسائل نسويات الموجة الأولى بشكل أساسي من خلال الصحف وغيرها من وسائل الإعلام المطبوعة الأخرى مثل الكتيبات والنشرات.

## الموجة الثانية للنسوية
بدأت الموجة الثانية للنسوية في ستينيات القرن العشرين واستمرت حتى ثمانينياته. في ذلك الوقت، كانت النساء تحقق مكاسب اجتماعية وسياسية كبيرة وكانت الآراء الراديكالية أو المتطرفة آخذة في التزايد في المجتمع. أدت هذه الموجة إلى توسيع مجال النقاش النسوي من الاقتراع إلى طائفة واسعة من القضايا مثل العنف المنزلي، والاغتصاب، ومكان العمل، والحياة الجنسية، والحقوق الإنجابية وما إلى ذلك، الأمر الذي أدى إلى جذب الكثير من النساء من مختلف الأعراق. أتت الموجة الثانية تزامنًا مع حركة الحقوق المدنية والحركة المناهضة للحرب في الستينيات، تلك الحركات التي عملت على إعطاء صوت للأقلية، وهو أمر إيجابي بالنسبة للمرأة. ومع ذلك، فإن هذه الحركات قد ابتعدت أيضًا عن التركيز على الحركة النسوية، وأعطت اهتمامًا لمارتن لوثر كينغ الابن ولحرب فيتنام أكثر مما أعطته لحقوق المرأة. حاولت النسويات لفت الانتباه من خلال تشكيل منظمات للنساء فقط، مثل المنظمة الوطنية للمرأة، ومن خلال نشر مقالات تدعم المساواة بين الجنسين، مثل «بيان العاهرة». عززت النسويات الراديكاليات فكرة أن «النوع الاجتماعي مطلق لا فئة نسبية». يتضمن بيان فاليري سولاناس (بيان إس سي يو إم)، الذي كُتب عام 1967، وصفًا مبكرًا لهذا الرأي. انصب التركيز التشريعي الرئيسي للموجة على إقرار التعديل المتعلق بالمساواة في الحقوق (إي آر إيه)، الذي يكفل المساواة الاجتماعية بغض النظر عن نوع الجنس. قُدم التعديل المتعلق بالمساواة في الحقوق (إي آر إيه) إلى الكونغرس للموافقة عليه، ولكن ذلك لم يتم. يقال إن الموجة الثانية قد انتهت في أوائل ثمانينيات القرن العشرين بمناقشة قضايا الجنسانية والإباحية، وهي قضايا نوقشت أيضًا خلال الموجة الثالثة. ومع وجود تكنولوجيا أكثر تطورًا في الموجة الثانية، استخدمت النسويات الصحف والتلفزيون والإذاعة لنشر رسالتهن.
قبل عام 1960، تقبل كل من الرجال والنساء الأدوار الأسرية والأدوار الجنسانية المحددة تقليديًا للجنسين. ولكن مع بدء الموجة الثانية للحركة النسوية، تحدّت النساء هذه الأدوار. (بيك، 1998). قيل إن كتاب بيتي فريدان، اللغز الأنثوي، الصادر عام 1963 قد حفز الموجة الثانية للحركة النسوية؛ لمناقشته تعاسة النساء (البيضاوات، من الطبقة المتوسطة) بسبب «أدوارهن الجندرية المحدودة، وشعورهن بالعزلة داخل الأسرة النووية» (منديس، 2011).
خلال هذه الفترة (حوالي الستينيات والسبعينيات من القرن العشرين) تغيرت صورة النساء على شاشات التلفزيون، ويعزى ذلك بشكل جزئي إلى السماح أخيرًا بتحرير«الطاقة الجنسية والسياسية للإناث» (دوغلاس، 1994). قبل هذا الوقت، كانت الحياة الجنسية للمرأة موضوعًا «محظورًا ومحرمًا»، وترتب على ذلك حدوث تغيير ثوري في صورة المرأة على شاشات التلفزيون. ومن أمثلة هذه الأدوار المختلفة للنساء، على سبيل المثال لا الحصر: موريتيشيا آدمز (عائلة آدمز)، وسامانثا ستيفنز (بيويتشد)، وماري ريتشاردز (عرض ماري تايلر مور). كانت أولئك النساء جميعًا إما ساحرات أو ذوات شخصية أنثوية قوية، وكان ذلك يختلف تمامًا عن أدوار ربة المنزل النمطية والشائعة في خمسينيات القرن العشرين. بالإضافة إلى ذلك، صور العديد من الأدوار المرأة في هذه الحقبة على أنها مستقلة، وبالتالي لا تسعى إلى الرجل أو تحتاج إليه.

## الموجة الثالثة للنسوية
بدأت الموجة الثالثة للنسوية في بداية تسعينيات القرن العشرين وتستمر حتى الوقت الحاضر. نمت هذه الحركة كرد فعل للإخفاقات المفترضة وللانتقادات التي وُجهت للموجة الثانية. وُسّعت أهداف الحركة بعد الموجة الثانية إلى التركيز على أفكار من قبيل النظرية المثلية، وإلغاء الأدوار والقوالب النمطية الجندرية، والدفاع عن الاشتغال بالجنس، والمواد الإباحية، والإيجابية الجنسية. تركّز الحركة على النساء المثليات والأمريكيات من أصول أفريقية، باعتبارهن متميّزات عن النسويات التقليديات، وقد أضعفت الحركة العديد من المفاهيم التقليدية، مثل تلك المفاهيم المتعلقة بالجندر، والمغايرة الجنسية، و«الأنوثة العالمية». تعتمد الموجة الثالثة في نشر أهدافها بشكل كبير على وسائل التواصل الاجتماعي. تستخدم وسائل التواصل الاجتماعي مثل تويتر وفيسبوك باستمرار لنشر الرسائل النسوية، وتعتمد أيضًا على حملات الهاشتاغ بشكل مطرد لنقل الأفكار النسوية مثل؛ (#heforshe، #yesallwomen، #Whyistayed). تُبرز العديد من البرامج التلفزيونية أيضًا النساء بصورة المهيمنات والقويات وتشجع الفكرة القائلة إن المرأة مساوية للرجل؛ مثل (مسلسل ناشفيل، ومسلسل البرتقالي هو الأسود الجديد، ومسلسل بافي قاتلة مصاصي الدماء).